# Joe Greene
Charles Edward Greene (Temple, 24 settembre 1946) è un ex giocatore di football americano statunitense soprannominato Mean Joe (Joe il cattivo).
Greene ha giocato nel ruolo di defensive tackle per i Pittsburgh Steelers della NFL.
A partire dall'inizio degli anni 70, è stato considerato uno dei difensori più dominanti della lega. È considerato da molti uno dei più grandi giocatori della linea difensiva di sempre ed una pietra portante della leggendaria “Steel Curtain”, la fortissima difesa degli Steelers di quegli anni. Greene è membro della Pro Football Hall of Fame ed in carriera ha trionfato quattro volte nel Super Bowl.
Il suo soprannome, "Mean Joe Greene" è stato anche trasferito ai giocatori delle squadre sportive della University of North Texas, i quali vengono soprannominati i Mean Green. È celebre anche la sua apparizione in una pubblicità della Coca-Cola durante il Super Bowl del 1979, la quale è considerata una delle migliori pubblicità del Super Bowl di tutti i tempi.

## Carriera professionistica

### Pittsburgh Steelers
Nel Draft NFL 1969, Greene fu scelto dai Pittsburgh Steelers come quarto assoluto e con essi rimase fino alla fine della carriera nel 1981. Quando Greene fu scelto, il titolo di un giornale chiese: "Chi è Joe Greene?" La domanda ebbe presto risposta con Greene che divenne così importante che le squadre avversarie lo raddoppiarono o lo triplicarono per gran parte della sua carriera.
Dopo essere stato scelto, Greene si stabilì presto con un dominante giocatore difensivo. Egli era forte, veloce e dotato di intensità. Fu eletto miglior rookie della stagione 1969, malgrado gli Steelers avessero terminato con un record di 1-13 nel primo anno di Chuck Noll come capo-allenatore. Gli Steelers migliorarono rapidamente nelle stagioni successive. Greene in seguito ammise di essere rimasto deluso dall'essere stato scelto dagli Steelers a causa della loro lunga storia di fallimenti sportivi. Egli mostrò spesso il suo dispiacere nel campo di gioco, compreso un incidente durante una gara contro i Chicago Bears in cui sputò nel volto di Dick Butkus e sfidò Butkus stesso, da tempo considerato il giocatore più cattivo della NFL, in una rissa.
Nei suoi primi anni con gli Steelers, Greene a volte fu incontrollabile, lasciando spesso che il suo temperamento focoso prendesse il controllo di sé. In una partita del 1975 contro i rivali Cleveland Browns al Cleveland Municipal Stadium in cui gli Steelers vinsero 42-6, Greene prese ripetutamente a calci nell'inguine Bob McKay, uomo della linea di Browns, mentre era a terra. Un altro incidente si ebbe quando Greene tolse la palla al centro mentre la squadra avversaria si stava allineando per la giocata. Egli non tollerava di perdere e i veterani della squadra se ne accorsero presto. Il suo intenso desiderio di vincere fece stringere i veterani attorno a sé e con ottime scelte nel draft ed un grande capo-allenatore come Knoll, la franchigia degli Steelers presto subì un netto cambiamento di mentalità. Joe Greene fu accreditato come la pietra angolare della grande dinastia degli Steelers ed il più importante giocatore nella storia degli Steelers.
Greene fu il leader della difesa soprannominata "Steel Curtain" che vinse 4 Super Bowl negli anni 70. Vinse il premio di miglior difensore della lega sia nel 1972 che nel 1974 e, con gli altri membri della linea della squadra (L.C. Greenwood, Dwight White ed Ernie Holmes) apparve persino sulla copertina del Time magazine. Nel Super Bowl IX, Greene divenne il primo giocatore di sempre a mettere a segno un intercetto, a forzare un fumble ed a recuperare un fumble in un singolo Super Bowl. Fu convocato per il Pro Bowl per 10 volte nel corso della sua carriera.
Il 30 luglio 2014, gli Steelers interruppero un digiuno di cinquant'anni annunciando che il numero 75 di Greene sarebbe stato ritirato. Fu solamente il secondo giocatore della storia della franchigia a ricevere questo onore, dopo Ernie Stautner.

## Palmarès

### Franchigia
- Super Bowl : 4

Pittsburgh Steelers: IX, X, XIII, XIV
- American Football Conference Championship: 4

Pittsburgh Steelers: 1974, 1975, 1978, 1979

### Individuale
- (10) Pro Bowl (1969, 1970, 1971, 1972, 1973, 1974, 1975, 1976, 1978, 1979)
- (5) First-team All-Pro (1972, 1973, 1974, 1977, 1979)
- (3) Second-team All-Pro (1969, 1971, 1975)
- (2) Miglior difensore dell'anno della NFL  (1972, 1974)
- Rookie difensivo dell'anno (1969)
- Formazione ideale del 75º anniversario della National Football League
- Formazione ideale del 100º anniversario della National Football League
- Formazione ideale della NFL degli anni 1970
- Pro Football Hall of Fame (classe del 1987)
- Classificato al #13 tra i migliori cento giocatori di tutti i tempi da NFL.com
- Numero 75 ritirato dai Pittsburgh Steelers